# Комплекс зданий фабрики Красильщиковых
Комплекс зданий фабрики Красильщиковых в городе Родники Ивановской области (Россия) назван по имени промышленников Красильщиковых и построен в 1860-е годы. Из-за непосредственной близости промышленной территории к самому центру Родников комплекс зданий мануфактур с середины XIX века стал доминирующим элементом в структуре всего поселения.

## История фабрики

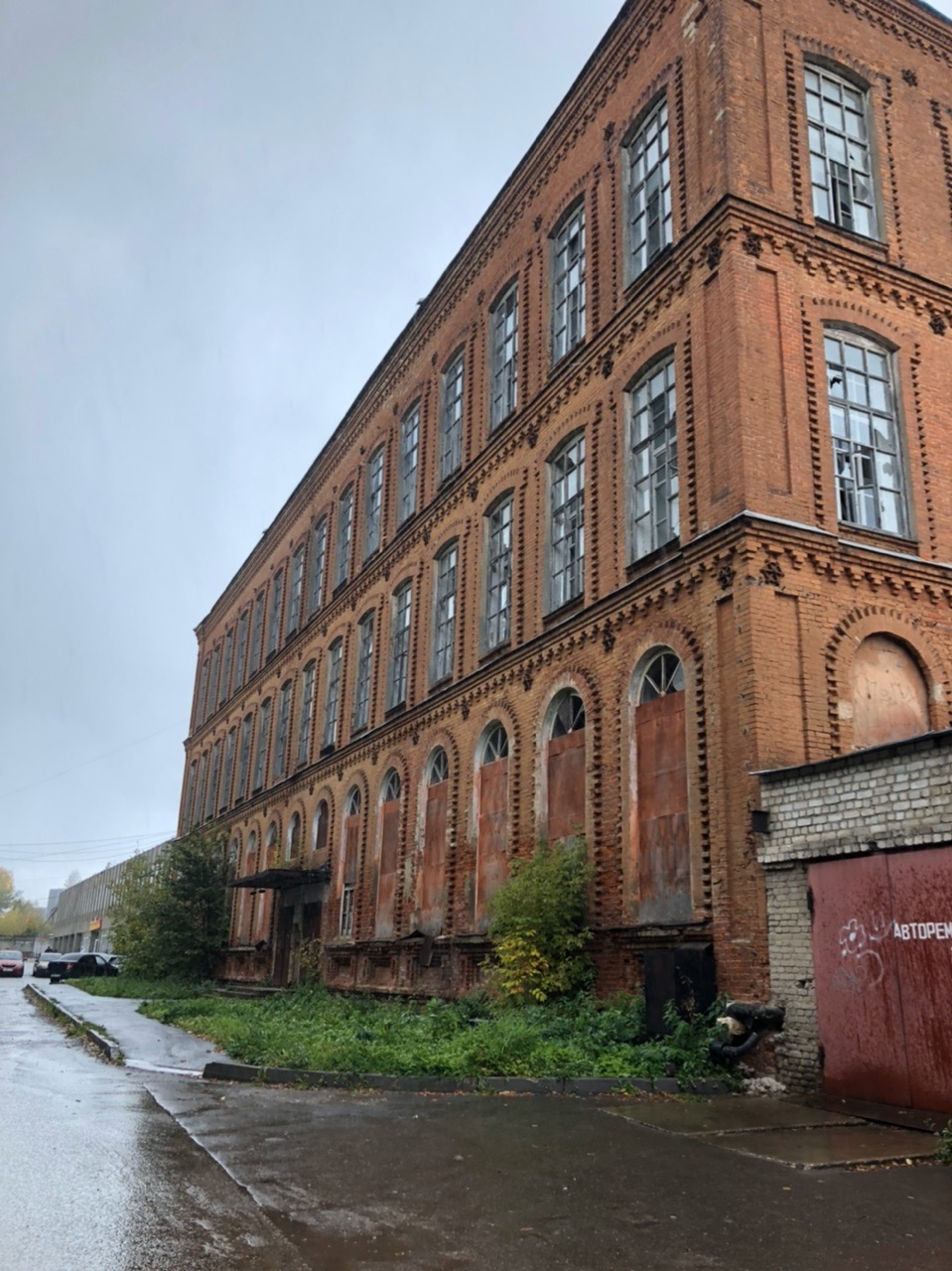
Красильно-отбельный корпус

В начале XIX века при основателе дела «красильщике» Григории Михайлове небольшие семейные производственные здания Красильщиковых, очевидно входили в состав жилого владения и образовывали традиционную для этих мест промышленную усадьбу, местонахождение которой неизвестно. В 1820 году произошло разделение дела между двумя сыновьями Григория Михайлова — Иваном и Михаилом. В дальнейшем, во 2-й и 3-й четверти XIX века, с ростом обоих предприятий (чему способствовало проведение в 1859 году железнодорожной ветки до станции Горки увеличением капитала владельцев, крупные фабричные корпуса стали возводиться уже на отдельной территории к юго-западу от базарной площади Родников. На северо-западной стороне той же площади во второй половине XIX века были построены большие каменные дома фабрикантов, в том числе сохранившийся трёхэтажный кирпичный дом Красильщиковых в классицистических формах (ул. Советская, 4).
С именем владельцев предприятий связано и строительство практически всех остальных общественных сооружении Родников второй половины XIX — начала XX веков.
В 1890—1900-е годы возводятся крупные сооружения для прядильной и ткацкой фабрик, которые и сегодня во многом определяют облик центра города. Число рабочих увеличивается с 4000 в 1897 году до 8000 к 1910 году. Большая их часть приезжает из окрестных деревень по железной дороге. На втором, меньшем предприятии (потомков И. Г. Красильщикова) к 1910-м годам на ткацком и красильно-отделочном отделениях насчитывается 500 рабочих.

### Прядильно-ткацкий корпус 1880—1890-х
Интересный пример среднего по размерам производственного сооружения этого времени в выразительных формах эклектики. Стены выполнены в лицевой красно-кирпичной кладке.

### Прядильно-ткацкий корпус 1900-х
Занимает центральное место в композиции всей мануфактуры. В его формах выражены веяния рационалистической архитектуры первой трети XX века, при этом есть элементы эклектики. Стены выполнены из красного кирпича в лицевой кладке. Крупной четырёхэтажное здание в плане образует букву Т.

### Производственный корпус с технологической башней
Красно-кирпичная лицевая кладка. Сильно перестроен и надстроен дополнительным этажом; от первоначального декора фасадов сохранились фрагменты карнизов с фрагментами нишей и рядами треугольных ступенчатых кронштейнов.